# Miltendorf
Miltendorf ist eine wüste Feldmark östlich von Reetz, einem Ortsteil der Gemeinde Wiesenburg/Mark im Landkreis Potsdam-Mittelmark in Brandenburg. Rund 200 m nördlich der Straße Reetz-Wiesenburg konnten aus der Dorfstelle blaugraue Scherbenfunde sichergestellt werden.

## Geschichte
Die erste urkundliche Erwähnung stammt indirekt durch einen Jacob Miltendorp, der 1323 in einer Urkunde in Zerbst/Anhalt erschien. Das Dorf selbst wurde 1388 als miltindorff erwähnt. Unklar ist, ob es sich noch um ein besetztes Dorf handelte, da die Familien Seedorf und Luckenberg noch Hebungen aus Miltendorf erhielten. In den Jahren 1419/1420 gab es im Dorf einen Richter, der die Gerichtsbarkeit sowie vier Hufe besaß.  Die Dorfstätte kam vor 1487 in den Besitz der Familie Brandt von Lindau. Der Pfarrer aus Reetz beklagte sich im Jahr 1534, dass ihm der Zehnt aus Miltendorf vorenthalten werde; im Jahr 1575 erhielt er diese Abgabe. Die Größe des Dorfes wurde mit 14 Hufen angegeben. Die Schreibweise änderte sich im Jahr 1592 zu Miltendorff wüste. Zu dieser Zeit nutzte ein Hufner aus Reetz drei Hufen der Dorfstätte. Ein Zweihufner bewirtschaftete fünf Lehnhufen, ein Zweihufner fünf Hufen, ein Dreihufner vier Erbhufen sowie zwei Dreidorfhufner je eine Hufe. Außerdem bewirtschaftete ein Viererbhufner eine Wiese, ein Fünfdorfhufner 3 Morgen (Mg) 3 Viertel Wiese, ein Dreidorfhufner ½ Mg und ein Kossät 4 Mg Wiese. Ein Kossät bewirtschaftete 5 Mg Heideland in Zipsdorf, Kühnow, Reetz und Miltendorf. Von 1755 bis 1765 waren die von Watzdorf im Besitz der Feldmark, anschließend übernahmen von 1765 bis 1846 die Trotta genannt Treyden die Fläche, die sie 1846 an die Familie Goldacker weitergaben. Sie wurde nicht wieder besiedelt und ging in der Feldmark von Reetz auf.